# 鈴木俊三
鈴木俊三（日语：すずき しゅんぞう，1903年5月24日—1977年），舊姓木村，乃日本實業家，亦是鈴木公司第二任社長。

## 生平簡歷
1903年（明治36年）5月24日俊三生於愛知縣岡崎市，舊姓木村，為木村善助之三男。1927年（昭和2年）自濱松高等工業學校（今靜岡大學工學部）機械科畢業後，進入鐘紡公司擔任工程師，在各地維修機械的機緣下遇到鈴木道雄，1931年（昭和6年）遂進入鈴木式織機公司（鈴木式織機株式会社，鈴木公司前身）就職。
由於鈴木道雄相當賞識木村俊三，遂招贅俊三為婿養子，改姓鈴木。1951年（昭和26年）某日騎乘自行車的俊三突然靈光一現：「如果自行車加上引擎的話，騎起來會更輕鬆吧？」遂一心投入研究，1952年元月末完成排氣量30c.c.二行程引擎的「阿童木號（アトム号）」；同年4月完成最終型，排氣量提高至36c.c.，命名為「Power Free號（パワーフリー号）」。為了宣傳自家產品，同年7月12日從公司總部出發，翌日抵達東京。
同年7月當局修改道路交通法規，搭載排氣量60c.c.以下之二行程引擎、90c.c.以下之四行程引擎之機動車輛免除試驗許可。據此該公司以Power Free號為藍本繼續投入開發，1953年3月推出「Diamond Free號（ダイヤモンドフリー号）」。由於受到相當歡迎，每個月產量達4千輛。1953年7月舉行富士登山賽（富士登山レース），賽車手山下林作騎乘Diamond Free號奪下冠軍；接著同年10月舉辦的札幌至鹿兒島長距離比賽中，由源馬龍治擔任領軍，加藤定、小田木幸雄、金澤龍雄三名賽車手皆以Diamond Free號參賽，最後以93小時21分完成比賽。這些比賽成功打響鈴木公司的名號，月銷量也從4千輛增至6千輛；1954年（昭和29年）5月推出搭載90c.c.四行程引擎的「Colleda號（コレダ号CO型）」。在二輪車市場中站穩了腳步，也著眼於戰後國民對於四輪乘用車的需求，1954年6月1日遂將公司名稱改為「鈴木汽車公司（鈴木自動車株式会社）」。早在1936年（昭和11年）該公司便曾以奧斯汀7為藍本完成四輪乘用車的試作品，後來因為太平洋戰爭而中斷。戰後縱然公司內部出現反對的聲音，鈴木道雄仍堅持繼續投入研發，1954年（昭和29年）完成試作車，最後終於在1955年10月發表輕型四輪乘用車鈴木Suzulight。一開始鈴木俊三也持反對意見，認為投入四輪乘用車的開發言之過早。1959年（昭和34年）年9月24日伊勢灣地區遭受颱風侵襲，總部的汽車組裝工廠因此倒塌。因為道雄決心投入汽車領域，趁此機會重建汽車組裝工廠。
1957年（昭和32年）2月鈴木俊三就任第二任社長，道雄則退居幕後成為顧問。1961年9月位於愛知縣豐川市的新工廠竣工，投入汽車生產的行列。該公司在機車領域中仍持續投入研發，1963年派出時年26歲的賽車手伊藤光夫及德國籍恩斯特·戴格納參加素有「摩托車賽事最高峰」之稱的英國曼島TT賽，結果奪下50c.c.組之冠軍。接下來世界各地的其他賽事也屢有斬獲，奠定了鈴木機車的口碑。1967年（昭和42年）第二代鈴木Fronte發售後引起市場轟動，促使鈴木公司接連建立大須賀、磐田、湖西等工廠。
1973年（昭和48年）5月鈴木俊三將社長一職交棒給連襟鈴木實治郎（亦為鈴木道雄之三贅婿，舊姓中西），俊三則成為董事會會長。1977年俊三辭世，享壽74歲。

## 內部連結
- 鈴木道雄
- 鈴木實治郎
- 鈴木修
- 鈴木公司

## 外部連結
- （日語）スズキ株式会社沿革 （页面存档备份，存于）
- （日語）浜松情報BOOK：鈴木俊三 （页面存档备份，存于）

| 鈴木公司歷代社長 |                                |                   |
| 前任： 鈴木道雄  | 第2任社長 1957年2月－1973年5月 | 繼任： 鈴木實治郎 |